# Peter Milostic
Peter Milostic, né le 25 juillet 1974 à Sydney, est un coureur cycliste australien.

## Palmarès
- 1999
  - Canberra Tour
  - 3e du championnat d'Australie du contre-la-montre
- 2000
  - 3e du Grand Prix de Charvieu-Chavagneux
- 2001
  - National Road Series
  - 2e de la Grafton to Inverell Classic
  - 2e de la Melbourne to Warrnambool Classic
- 2002
  - Championnat d'Australie du contre-la-montre interclubs
  - Tour of the Tamar
- 2003
  - Championnat d'Australie du contre-la-montre interclubs
  - 8e étape du Tour of Sunraysia
  - 2e de la Grafton to Inverell Classic
  - 3e du Tour de la mer de Chine méridionale
- 2004
  - Championnat d'Australie du contre-la-montre interclubs
  - 2e du championnat d'Australie du contre-la-montre
- 2005
  - 3e du Tour du Gippsland

## Classements mondiaux
| Année            | 2007 | 2008 | 2009 | 2010 | 2011 | 2012 | 2013 | 2014 | 2015 | 2016 | 2017 | 2018 |
| ---------------- | ---- | ---- | ---- | ---- | ---- | ---- | ---- | ---- | ---- | ---- | ---- | ---- |
| UCI Oceania Tour | 71e  | 75e  | 50e  |      |      |      | 25e  |      | 43e  | 59e  | 67e  | 104e |